# Щеплені (фільм)
«Щеплені: від прикриття до катастрофи» (англ. Vaxxed: From Cover-Up to Catastrophe) — американський псевдонауковий документальний фільм 2016 року, який, серед іншого, приписує Центрам з контролю та профілактики захворювань у США (ЦКПЗ) приховування інформації про зв'язок вакцини MMR із розвитком аутизму. Як пише «Вараєті», стрічка «вдає, що досліджує заяви старшого науковця ЦКПЗ про те, що агенція нібито маніпулювала та знищувала дані важливого дослідження про аутизм та вакцину MMR». Критики взяли «Щеплених» на сміх, схарактеризувавши фільм як антивакцинну пропаганду.
Режисером фільму став дискредитований гастроентеролог Ендрю Вейкфілд із Великої Британії, який 2010 року був позбавлений медичної акредитації через шахрайство у дослідженні про зв'язок щеплень з аутизмом. Прем'єра стрічки мала відбутись на кінофестивалі «Трайбека» 2016 року, але показ був скасований. Співзасновник кінофестивалю Роберт де Ніро, який певний час захищав ідею показати псевдонаукову стрічку, дав такий коментар:
|  | Моє прагнення дозволити показ цього фільму полягало в тому, щоб посприяти дискусії навколо проблеми, яка є глибоко особистою для мене та моєї родини. Але після перегляду стрічки впродовж останніх кількох днів з командою кінофестивалю «Трайбека» та членами наукової спільноти ми дійшли висновку, що вона не сприяє дискусії, на яку я сподівався. Оригінальний текст (англ.) My intent in screening this film was to provide an opportunity for conversation around an issue that is deeply personal to me and my family. But after reviewing it over the past few days with the Tribeca Film Festival team and others from the scientific community, we do not believe it contributes to or furthers the discussion I had hoped for |

На початку листопада 2019 року було заплановано продовження фільму — «Щеплені II: народна правда» (англ. Vaxxed II: The People's Truth).